# Demokratische Republik Armenien
Die Demokratische Republik Armenien (armenisch Դեմոկրատական Հայաստանի Հանրապետութիւն, in wissenschaftlicher Transliteration Demokratakan Hayastani Hanrapetowt‘iwn) war die erste armenische Republik und existierte von 1918 bis 1920/1922.

## Vorgeschichte und Entstehung
Als Folge des Ersten Weltkrieges entstand eine Reihe unabhängiger Staaten in Gebieten, die vormals zum deutschen Kaiserreich, Österreich-Ungarn, dem Osmanischen und dem Russischen Reich gehört hatten. Allein an der Peripherie der am 7. November 1917 ausgerufenen Russischen Sozialistischen Sowjetrepublik entstanden als neue Staaten Finnland, Estland, Lettland, Litauen, Polen, Weißrussland, die Ukraine, die Südwest-Kaukasische Republik, Georgien, Armenien, Aserbaidschan (darunter die Zentralkaspische Diktatur), die Volksrepublik Buchara und Chiwa (letztere liegen im heutigen Usbekistan).

## Entwicklung

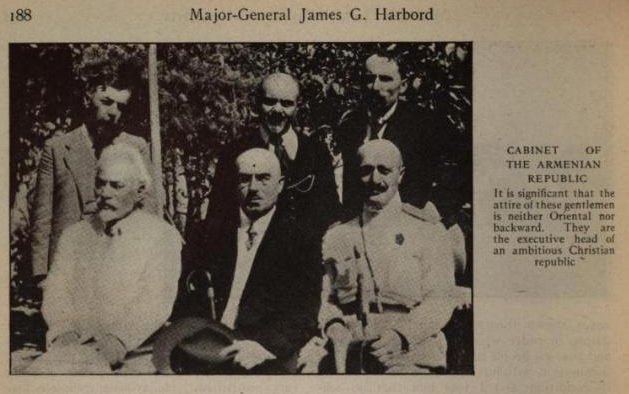
Mitglieder des ersten Kabinetts der armenischen Regierung

Die Länder Georgien, Armenien und Aserbaidschan schlossen sich im Februar 1918 zur Transkaukasischen Demokratisch-Föderativen Republik zusammen. Doch die Föderation zerfiel in nur wenigen Monaten. So wurde am 28. Mai 1918 die Demokratische Republik Armenien ausgerufen. Zunächst wurde die Republik von Daschnaken, Mitgliedern der Armenischen Revolutionären Föderation, regiert, die den Menschewiki in Russland vergleichbar waren. Der erste Premierminister war Howhannes Katschasnuni (30. Mai 1918 – 28. Mai 1919). Sein Nachfolger war Alexander Chatissjan (28. Mai 1919 – 5. Mai 1920), auf ihn folgten Hamo Ohandschanjan (5. Mai – 25. November 1920) und Simon Wratzjan.
Die Demokratische Republik Armenien sah sich permanenten Bedrohungen ausgesetzt. Sie wurde erstens durch die Truppen der neuen türkischen Gegenregierung unter Mustafa Kemal bedroht, die von Westen auf die Hauptstadt Jerewan vorrückten, andererseits bestanden Konflikte um mehrheitlich armenisch besiedelte Gebiete: mit der Demokratischen Republik Aserbaidschan um Bergkarabach (seit 1992 Republik Arzach, 2023 von Aserbaidschan ethnisch gesäubert, Vertreibung der einheimischen Armenier), Nachitschewan (heute Aserbaidschan) und Sangesur (heute Teil Armeniens), außerdem mit der Demokratischen Republik Georgien um Lori (heute Teil Armeniens) und Dschawachetien (heute Teil Georgiens).
Es gab ein massives Flüchtlingsproblem. Hunderttausende Menschen flüchteten vor dem Völkermord an den Armeniern in der Türkei in die junge Republik. Die kriegerischen Auseinandersetzungen mit dreien von theoretisch vier Nachbarn – die Grenze zum Staat Iran existierte wegen des Konflikts um Sangesur nur auf dem Papier –, verstärkt durch die Flüchtlingsproblematik führte zu einer Wirtschaftskrise mit Hyperinflation. Die Regierung war der Massivität der Probleme nicht gewachsen.

## Auflösung

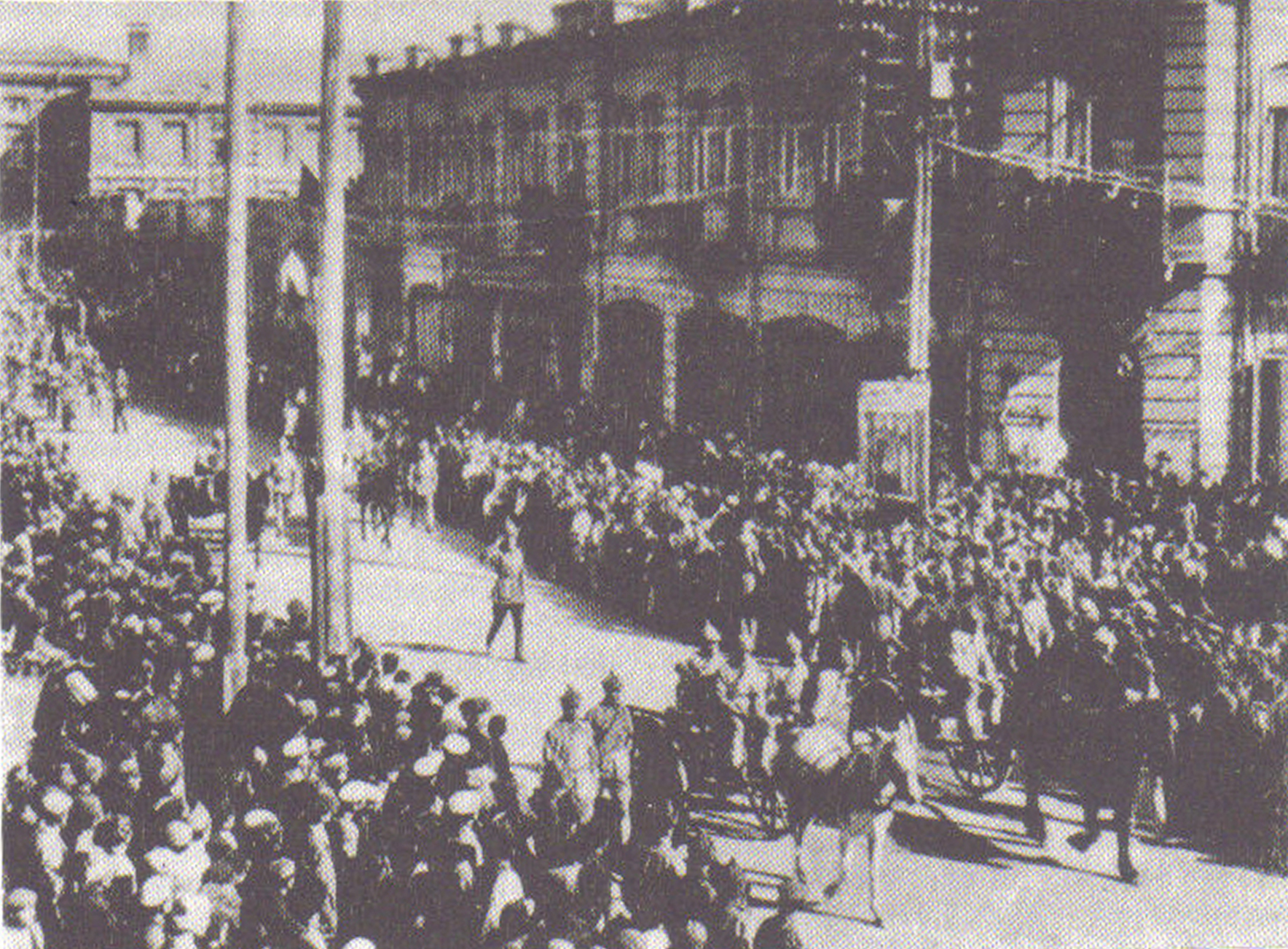
Die Machtübernahme der Bolschewiki

Am 29. November 1920 gelangten armenische Bolschewiki in einem unblutigen Putsch an die Macht und riefen am 2. Dezember 1920 die Armenische SSR aus. Wratzjan musste daraufhin sein Amt aufgeben. Am 6. Dezember 1920 marschierte zur Unterstützung der neuen Regierung die 11. Abteilung der Roten Armee ein, und die Armenische SSR wurde ausgerufen. Sie war zu diesem Zeitpunkt ein formal unabhängiger Staat, der bilaterale Beziehungen mit der Russischen Sozialistischen Föderativen Sowjetrepublik unterhielt, die international isoliert war. Die RSFSR schloss am 30. September 1921 mit der Armenischen SSR einen Bündnisvertrag ab, der die Souveränität der Armenischen SSR weiter einschränkte. Am 12. März 1922 wurde die Armenische SSR ein Teil der neu gegründeten Transkaukasischen Sozialistischen Föderativen Sowjetrepublik, die außerdem die Georgische SSR und die Aserbaidschanische SSR umfasste.
Durch die Gründung der Union der Sozialistischen Sowjetrepubliken (Sowjetunion) am 30. Dezember 1922 endete die Souveränität.